# 彼得·弗兰科潘
彼得·弗兰科潘（英語：Peter Frankopan，1971年3月22日—）是一位英国历史学家、作家和酒店经营者，主要作品有《第一次十字军东征》（The First Crusade: The Call from the East）、《丝绸之路：一部全新的世界史》（The Silk Roads: A New History of the World）等。